# دون جوليان
دون جوليان (بالإنجليزية: Don Julian)‏ هو مغني وكاتب أغاني أمريكي، ولد في 7 أبريل 1937، وتوفي في 6 نوفمبر 1998 بسبب ذات الرئة.

## وصلات خارجية
- دون جوليان على موقع IMDb (الإنجليزية)
- دون جوليان على موقع ميوزك برينز (الإنجليزية)
- دون جوليان على موقع ديسكوغز (الإنجليزية)